# Jack Bruce
Jack Bruce (Bishopbriggs, 14. svibnja 1943. – Suffolk, 25. listopada 2014.) bio je škotski glazbenik, skladatelj i pjevač. Bio je najpoznatiji kao svirač bas-gitare, usne harmonike i glasovira. Najpopularniji je bio 1960-ih kao bas-gitarist i pjevač u supergrupi Cream. 

## Životopis
Jack Bruce je rođen u škotskom Bishopbriggsu u obitelji glazbenika koji su često selili, tako da je promijenio 14 škola. To mu nije smetalo u učenju te je dobio stipendiju za Kraljevsku škotsku akademiju glazbe i drame gdje je studirao čelo i kompoziciju. Zbog ljubavi prema jazzu došao je u konflikt s profesorima i napustio daljnji studij.

### Period 1960-ih
Nakon prekida studija otišao je na turneju po Italiji s velikim orkestrom Murrayja Campbella u kojem je svirao kontrabas. 
Nakon te epizode, 1962. godine postaje član londonskog blues sastava Alexisa Kornera, Blues Incorporated, u kojem je također svirao kontrabas. 1963. sastav se raspao i Bruce je s kolegom iz sastava, Grahamom Bondom, osnovao kvartet koji je kasnije postao poznat kao Graham Bond Organisation, u kojem je uz Bonda bio Ginger Baker i gitarist John McLaughlin.
Sastav je svirao repertoar sastavljen od bebopa, bluesa i rhythm and bluesa. U ovom periodu Bruce prelazi s kontrabasa na bas-gitaru. Snimili su nekoliko albuma, ali nisu postigli nikakav komercijalni uspjeh, iako su imali uticaja na mlade glazbenike poput Keitha Emersona, Jona Lorda, Billa Bruforda i Johna Bonhama. Bruce je napustio sastav u kolovozu 1965.
Bruce se zatim okušao kao solo izvođač snimivši ploču I'm Gettin Tired za Polydor Records. Ploča nije dobro primljena kod publike pa se Bruce pridružio blues gitaristu Johnu Mayallu i njegovom sastavu John Mayall & the Bluesbreakers u kojem je kratko nastupao i Eric Clapton, njegov budući kolega u sastavu Cream.
Nakon sviranja u Bluesbreakersima, Bruce se okušao i u komercijalnim vodama kao član popularnog beat sastava Manfred Mann. Najveći uspjeh imao je 1966. s #1 hitom Pretty Flamingo. Još kao član sastava Manfred Mann Bruce je počeo ponovno surađivati s Ericom Claptonom.

### Period sa sastavom Cream
U srpnju 1966. Bruce se pridružio novoosnovanoj supergrupi Cream u kojoj je svirao bas-gitaru, skladao i bio glavni vokal, uz Gingera Bakera na bubnjevima i Erica Claptona na solo gitari. Ovaj period je svakako najplodniji i najslavniji dio glazbene karijere Jacka Brucea.

## Vanjske poveznice
- Službene stranice